# Keep On Loving You (песня)
«Keep On Loving You» (с англ. — «Продолжать любить тебя») — песня американской рок-группы REO Speedwagon в жанре софт-рока, написанная Кевином Кронином и вошедшая в девятый студийный альбом Hi Infidelity в 1980 году. Первый сингл группы, который достиг первого места в чарте Billboard Hot 100 и удерживал данную позицию в течение одной недели в марте 1981 года. Помимо этого сингл получил платиновую сертификацию за продажи тиражом более миллиона копий в США, а также достиг 7 места в UK Singles Chart.
«Keep On Loving You» стала основой сборников софт-рока 1980-х годов и появилась в десятках сборников различных исполнителей, а также в нескольких альбомах с главными хитами REO Speedwagon.

## История
Кевин Кронин говорил, что написал её в виде традиционной любовной баллады, и группа в целом превратила её в окончательную аранжировку и мощную балладу:
Я пришел на репетицию, сел за пианино, что делаю редко, потому что я гитарист, и начал играть «Keep on Loving You». ... А ребята из группы смотрели на меня так, будто я с другой планеты. Они такие: «Что ты…?», потому что мы все приносили песни для этого альбома, который собирались выпустить, а они смотрели на меня как на сумасшедшего. И я такой: «Чувак, эта песня действительно для меня много значит». И тут они говорят: «Значит, чувак, это не песня REO Speedwagon». И я как бы сказал: «Знаете, что? Я основной автор песен REO Speedwagon, поэтому, если я пишу песню, значит это песня REO Speedwagon. Задача группы — превратить её в песню REO Speedwagon». Я был так увлечён этой песней. Все поняли это, и, конечно же, Гэри [Ричрат] подошёл, подключил свою гитару и начал играть пауэр-аккорды к этой небольшой любовной песне, которую я написал. Следующее, что мы понимали, это была запись номер один, и все называли её мощной балладой и вели себя так, как будто у нас была стратегия успеха, благодаря которой эта песня появилась, хотя на самом деле это была просто случайность.Кевин Кронин, 

## Музыкальный видеоклип
Клип на песню «Keep On Loving You» начинается со сцены в которой Кевин Кронин рассказывает женщине-психиатру о своих проблемах в отношениях, а также в нём содержится кадр на котором женщина поднимает трубку телефона подключенного к гитаре Гэри Ричрата, ссылаясь на живую версию исполнения песни «157 Riverside Avenue».
1 августа 1981 года клип был показан на телеканале MTV. В тот день канал впервые вышел в эфир.

## Участники записи
- Кевин Кронин — основной вокал (голос), акустическая гитара, фортепиано
- Гэри Ричрат — электрогитара
- Брюс Холл — бас-гитара, бэк-вокал
- Нил Даути — клавишные
- Алан Грацер — ударная установка, бэк-вокал

## Чарты
| Чарты (1980—1981)                          | Высшая позиция |
| ------------------------------------------ | -------------- |
| Австралия (Kent Music Report)              | 3              |
| Канада (CHUM)                              | 2              |
| Канада (RPM Singles Chart)                 | 2              |
| Бельгия/Фландрия (Ultratop 50)             | 17             |
| Бельгия/Фландрия (VRT Top 30)              | 14             |
| Нидерланды (Dutch Top 40)                  | 13             |
| Нидерланды (Single Top 100)                | 9              |
| ГДР (Media Control Charts)                 | 15             |
| Ирландия (Irish Singles Chart)             | 6              |
| Люксембург (Radio Luxemburg Singles)       | 4              |
| Новая Зеландия (New Zealand Singles Chart) | 22             |
| ЮАР (South African Singles Chart)          | 3              |
| Швейцария (Swiss Music Charts)             | 4              |
| Великобритания (UK Singles Chart)          | 7              |
| США (Billboard Hot 100)                    | 1              |
| США (Top Rock Tracks)                      | 9              |
| США (Cashbox)                              | 1              |
| США (Record World)                         | 1              |
| США (Radio & Records (R&R))                | 2              |

| Чарты (1981)                     | Высшая позиция |
| -------------------------------- | -------------- |
| Австралия (Kent Music Report)    | 20             |
| Канада (RPM Top 100 Singles)     | 17             |
| Нидерланды (Dutch Singles Chart) | 90             |
| Великобритания                   | 80             |
| США (Billboard Hot 100)          | 10             |
| США (Cashbox)                    | 4              |

| Регион | Сертификация | Продажи    |
| --- | ------------ | ---------- |
| Великобритания (BPI) | Золотой      | 400 000    |
| США (RIAA) | Платиновый   | 1 000 000^ |
| ^ Данные о тиражах приведены только на основе сертификации. · Данные о продажах + прослушиваниях приведены только на основе сертификации. |              |            |

### Комментарии
1. ↑  См. Список синглов № 1 в США в 1981 году (Billboard).